# Pierre-François Viguier
Pour les articles homonymes, voir Viguier.
Pierre-François Viguier, né le 20 juillet 1745 à Besançon, mort le 7 février 1821 à Paris, est un missionnaire, un orientaliste et un linguiste français.

## Biographie
Il fait ses études au Séminaire de Besançon et reçoit les ordres. Il choisit l’enseignement et, après la suppression de l’ordre des Jésuites à Besançon en 1765, occupe la chaire de rhétorique au collège de la ville. Il entre chez les Lazaristes et enseigne la théologie au séminaire de Sens. 
En 1772, sur sa demande, il est envoyé sur la côte algérienne pour y assister les esclaves chrétiens. 
Les établissements fondés dans le Levant par la Compagnie de Jésus ayant été remis en 1782 entre les mains des Lazaristes, il est nommé préfet apostolique à Constantinople en 1783. Sa mission était d'instituer dans cette ville la Congrégation de la Mission pour le Levant. Il y séjourne 18 ans et approfondit sa connaissance des langues orientales. Il y écrit ses Éléments de la langue turque.
Il rentre en France vers 1802. Il est chargé de la surveillance de l'ordre des Dames de la Charité, mais s’occupe surtout de recherches savantes, orientées vers la défense de la religion chrétienne. 

## Œuvres
- Éléments de la langue turque, ou tables analytiques de la langue turque usuelle, avec leur développement, dédiés au Roi, sous les auspices de M. le comte de Choiseul-Gouffier, ambassadeur de Sa Majesté Très-Chrétienne près la Porte Ottomane, par M. Viguier, Préfet Apostolique des Etablissements de la Congrégation de la Mission dans le Levant, Constantinople, de l'Imprimerie du Palais de France, mars 1790, in-4°
- De la distinction primitive des Psaumes en monologues et en dialogues, ou exposition de ces divins cantiques, tels qu'ils étaient exécutés par les lévites dans le temple de Jérusalem. Nouvelle traduction accompagnée de notes explicatives, Paris, 1806-1807, 2 vol. in-12
- La véritable prophétie du vénérable Holzhauser, ou le rétablissement des papes à Rome, d'une fédération en Allemagne, de la solemnité du culte pour tous les catholiques français, et de la paix dans l'univers, après la déchéance de Napoléon Buonaparte, prédit dès le milieu du XVIIe siècle, ainsi que d'autres événemens relatifs à la fin du XVIIIe, ou au commencement du XIXe, avec l'explication, Paris, Crapart, 1815.
- Prophétie du pape Innocent XI, précédée de celle d’un anonyme, ou le rétablissement des Bourbons ne France et celui de la paix dans l’univers, après la destruction de l’empire de Napoléon Buonaparte prédits en deux oracles du XVIIe siècle, Paris, 1816, in-12.
- Exposition du sens primitif des Psaumes : totalement conservé dans le latin de la vulgate et dans une nouvelle traduction française : mise en regard du texte et accompagnée de notes, Paris, 1818, 2 vol. in-8°
- traduction de : Angelo Pastrovicchi, Saint Joseph de Copertino, thaumaturge et prophète, mort en 1663... Abrégé de sa vie admirable, composé en italien... Traduction de M. Denis, revue par M. Viguier, avec des additions considérables, Paris, 1820, in-12.

## LesÉléments de la langue turque
En 1787 le comte de Choiseul-Gouffier, ambassadeur de France à Constantinople, installait une imprimerie particulière au palais même de l'ambassade : ce fut là que furent publiés les Éléments de la langue turque. L’ouvrage est dédié à Louis XVI.
C’est une grammaire du turc, pratique, destinée avant tout à faciliter les contacts des missionnaires et des Occidentaux avec les autochtones turcs : les règles grammaticales sont suivies de leur application dans des dialogues ou des conversations familières.. Y est joint un Essai de Vocabulaire François-Turc. Les mots turcs sont transcrits en caractères romains avec indication de leur prononciation.